# Tabulario
El tabulario (en latín, Tabularium) es el nombre dado por los arqueólogos a un conjunto de edificios de la época romana situados en el extremo noroeste del Foro Romano, sobre las pendientes del Arx, una de las dos cumbres de la colina Capitolina, incluyendo un edificio de la época republicana que servía como un tabularium propiamente dicho, un anexo del Templo de Saturno y la oficina oficial de los archivos de la Antigua Roma, una estructura soportada por arcos y de una terraza ocupada por tres templos, girados hacia el Foro Romano. En época del Imperio, el anexo del templo de Saturno fue demolido y reemplazado por el pórtico de los Dioses Consejeros. El complejo toma su nombre del término tabulae, las tablillas de cera usadas en esta época y se almacena en las oficinas de los archivos. 

## Ubicación
La colina Capitolina ha sido varias veces reorganizada después del período antiguo, haciendo desaparecer poco a poco los restos romanos bajo las construcciones más modernas. Ciertos edificios antiguos son aún visibles e identificables, sobre todo los situados en la depresión conocida bajo el nombre de Asylum, entre las dos cumbres de la colina el Capitolium y el Arx. Entre las ruinas los más impresionantes son las del Tabularium cuya fachada domina la explanada del Foro de la que cierra la perspectiva de un observador que entrara en el Foro desde la vía Sacra.

## Función

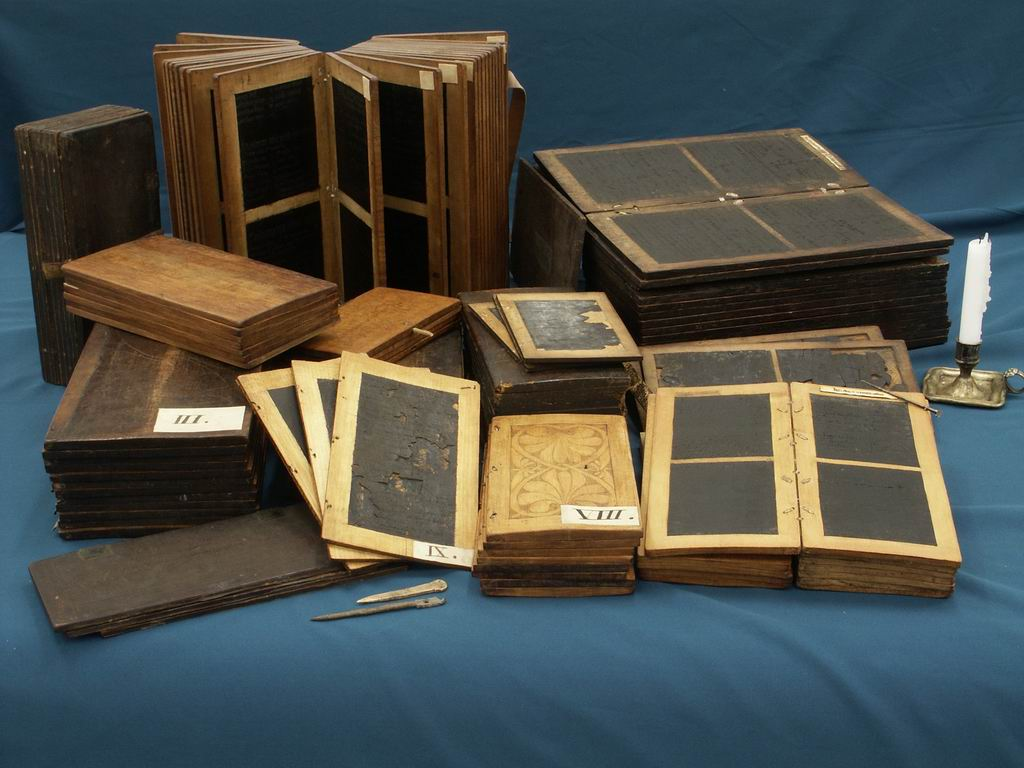
Conjunto de tablillas de cera, algunas de las cuales están unidas para formar los codices.

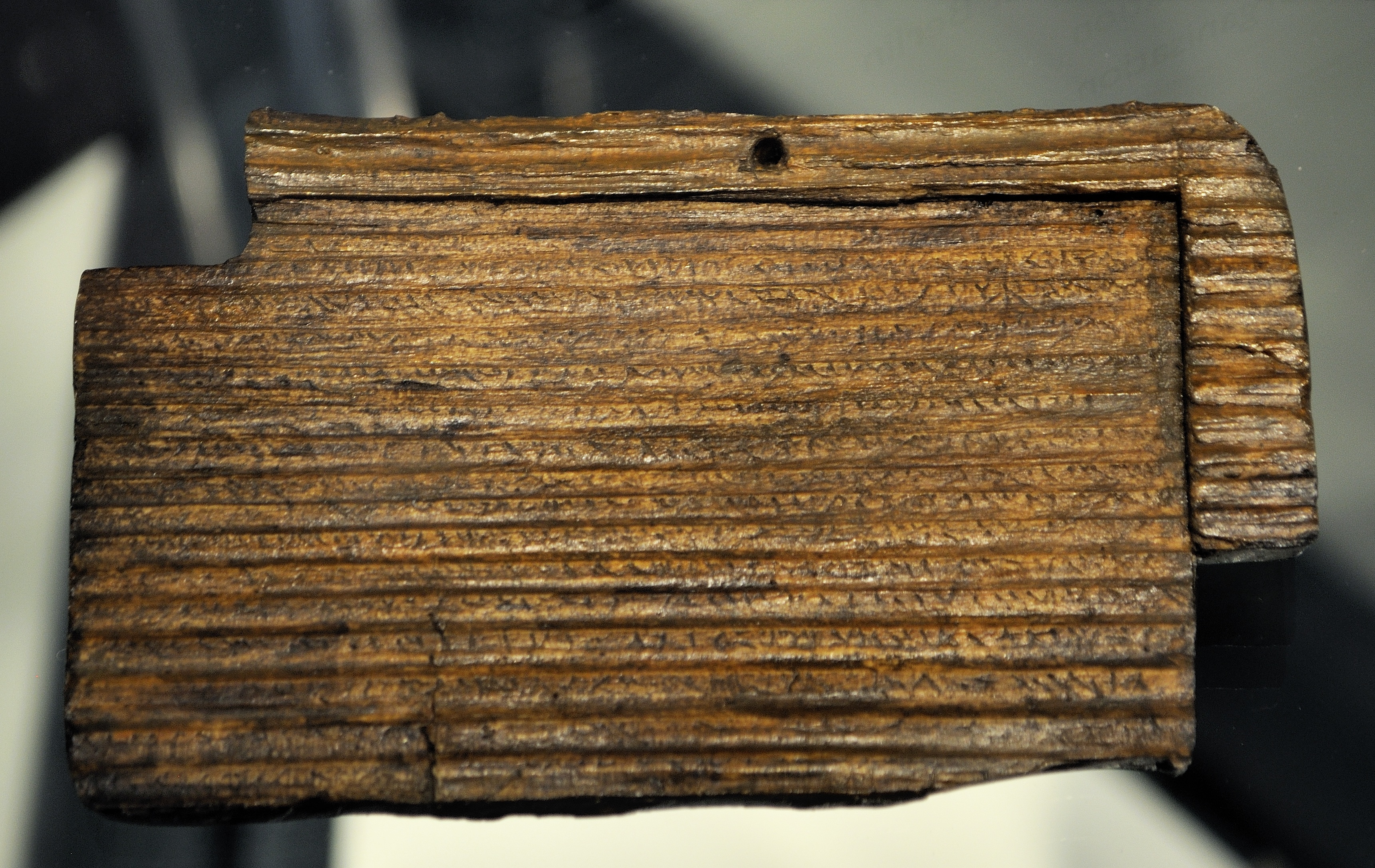
Fragmento de una tabula de época romana, I.

### LosTabularia: origen del nombre
El nombre del edificio procede de los documentos que se conservaban allí: las tabulae publicae, tablillas de cera utilizadas como apoyos de escritura. Una inscripción grabada sobre un dintel y que estuvo en el lugar hasta el siglo XVI, copiado la primera vez en 1378 poco antes del 1448 y hoy en día desaparecido·, nos ha transmitido el nombre del edificio, el de su constructor así como la fecha de construcción.

Quinto Lutacio Catulo, hijo de Quinto, nieto de Quinto, cónsul, ha supervisado la construcción de edificios y del tabulario según un decreto del Senado y lo ha aprobado.

Esta inscripción debió ser grabada sobre una placa de travertino y fijado al muro de fundación dentro de un nicho poco profundo de 1,8 metros de ancho y 0,6 metros de alto, entre la puerta cegada por la construcción del templo de Vespasiano y Tito y el edificio más tarde ocupado por el pórtico de los Dioses Consejeros. Esta posición explica que la inscripción pueda referirse a dos edificios independientes pero cercanos geográficamente: substructionem de una parte y el tabularium de otra parte.
Una inscripción casi idéntica, pero sin mención al edificio, fue descubierto en 1845 durante los trabajos de excavación de la zona y trasladado por el arqueólogo Luigi Canina en el lado noreste del monumento donde está hoy en día. El término Tabularium por lo tanto puede corresponder hoy con dos elementos diferentes. Puede designar por una parte por convención al conjunto de las ruinas, esto es a la vez el edificio republicano desaparecido y la estructura con arcadas, pero podía designar también el edificio republicano donde se trataba de la función, extensión del Aerarium del templo de Saturno. Tabularium se convirtió así en un término genérico que designaba a los edificios que guardaban los archivos. Hubo una serie de otros tabularia dispersos en torno a la ciudad de Roma y por otras antiguas ciudades romanas,cada uno relacionado con una sede administrativa diferente.
El término Tabularium podría haber sido utilizada con abuso para designar un conjunto de edificios que no todos tuvieron la misma función. El tabularium propiamente dicho desapareció rápidamente durante el Imperio, pero el término, que se encuentra en una inscripción, fue reutilizado por los arqueólogos del siglo XIX y del XX para designar a un edificio que no tiene otro nombre.

### La organización del Tabulario
El edificio se utilizó para conservar las leyes, los decretos, los tratados promulgados por los magistrados y otros archivos distintos del Estado transcritos en las tabulae. A finales de la República, el Tabulario se convirtió en la nueva oficina de archivos de la Antigua Roma. Fue igualmente utilizado como sede de diversas oficinas administrativas.
Los archivos públicos necesitaban un personal especializado y son a menudo administrados por los censores luego por dos cuestores. En el año 16, Tiberio los reemplazó por tres curadores que a su vez fueron reemplazados en tiempos de Nerón en 56 por ancianos pretores. Otros empleados, como escribas, libertos o esclavos públicos, ayudaban a registrar las leyes y decretos del Senado que no se consideraban válidos hasta que se depositaban y registraban entre las actas públicas.
Las tablillas de madera eran numeradas y reunidas para formar codices que se reunían en serie y clasificadas por orden cronológico y según los años. Se les añadía un asa de madera para que el volumen fuera más fácilmente transportable. Las copias que se hacían debían ser certificadas por el sello de siete testigos. No podían tomarse prestados más que con la autorización del conservador.

### Un lugar de paso conveniente
El Tabulario permitía también crear puntos de paso entre el Foro Romano y la colina Capitolina. Así, permitía conectar el templo de Saturno, donde se almacenaba el Aerarium, con los talleres de moneda del Arx. El oro y la plata del tesoro, después de ser acuñado, podía transportarse a través del Tabulario, por un corredor dotado de ventanas.

### La terraza y el área sacra
La parte del tabulario que ha sobrevivido hasta nuestra época podría ser en realidad una estructura de apoyo (substructio) de templos de época siliana.

## Historia

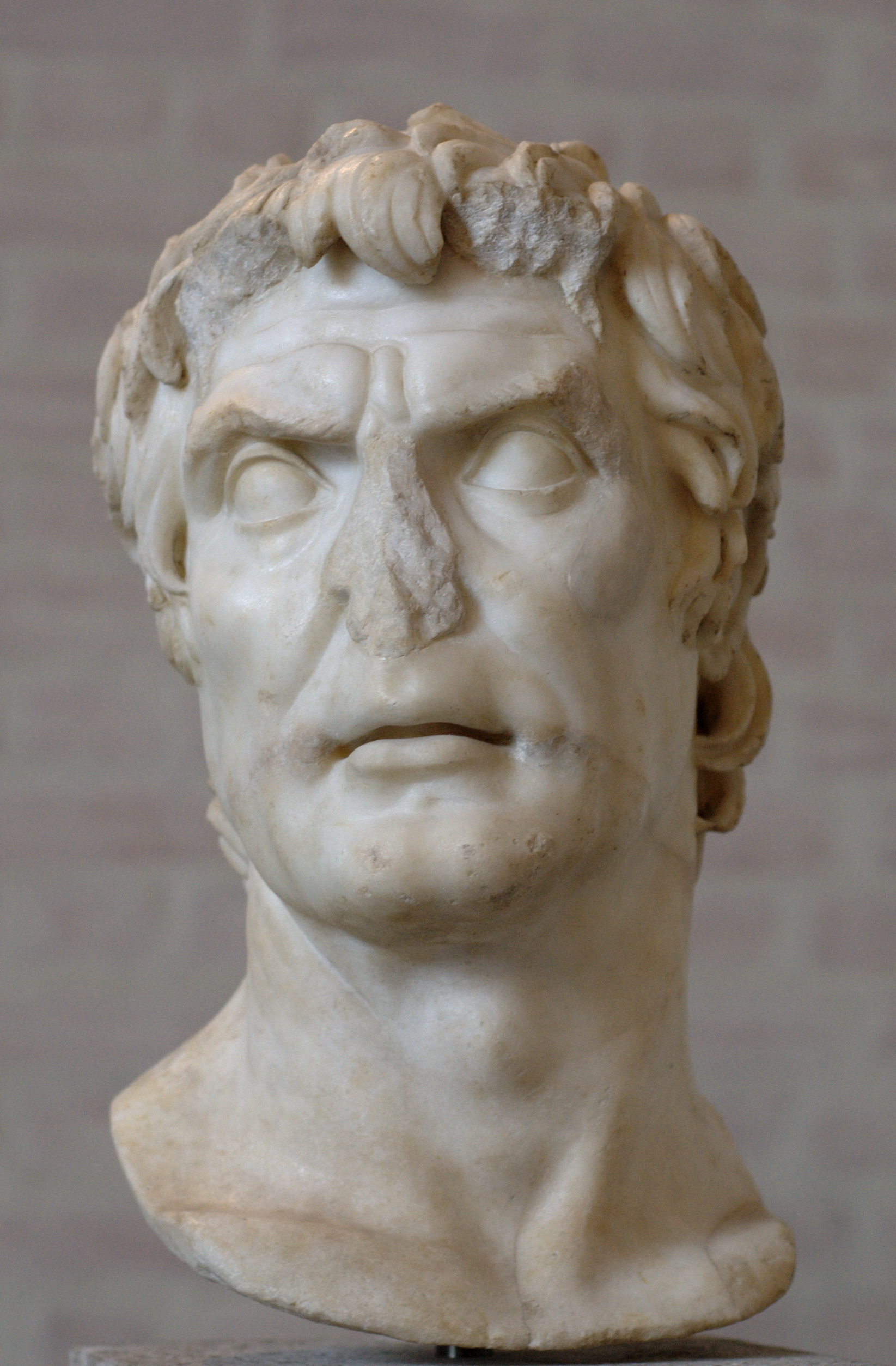
Busto del pseudo-Sila, copia de época augústea de un retrato de un aristócrata romano importante del a. C.

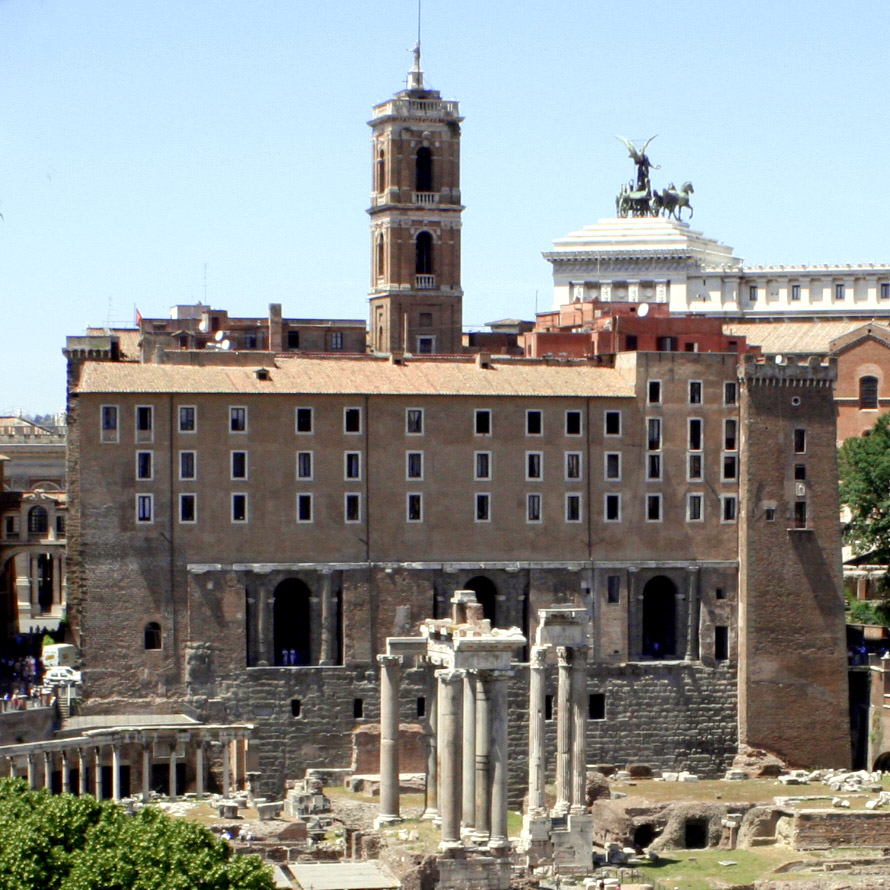
Vista del Tabulario desde el Foro. Los cimientos del edificio antiguo (substructio) donde la decoración se reducía a unas arcadas y columnas, sostienen hoy en día el Palazzo Senatorio cuya fachada es de color ocre.

### El contexto político
En el siglo I a. C., Roma es teatro de luchas violentas por el poder que amenazan la República. Tras los Gracos en 133 a. C., se sucedieron numerosas crisis entre el 88 a. C. y el 83 a. C., con guerras civiles que enfrentaron a los partidarios de Cayo Mario y de Sila. Este último acabó imponiéndose y resucitó una magistratura excepcional que había caído en desuso: la dictadura. No obstante su papel como dictador fue muy diferente al de los dictadores precedentes ya que utilizó sus poderes para emprender una reforma en profundidad de las instituciones romanas. Sila abdicó espontáneamente en el año 79 a. C., después de haber logrado las reformas, y murió poco después.

### La construcción
En 83 a. C., en plena guerra civil romana, el Capitolio quedó totalmente destruido por un incendio que dañó especialmente el templo de Júpiter que databa de más de cuatro siglos. Su reconstrucción se impuso, y se lanzó un vasto programa de reorganización de todo el Capitolio, incluyendo la construcción de nuevos edificios como el Tabulario, destinado a guardar los nuevos archivos públicos de Roma, y la supresión definitiva de las fortificaciones de la época monárquica de esta zona. 
Su construcción fue supervisada por el magistrado Quinto Lutacio Catulo en el año 86 a. C.. La construcción del Tabulario comenzó hacia el año 78 a. C. durante la dictadura de Sila, y muy probablemente por instigación suya, bajo el consulado de Marco Emilio Lépido y Quinto Lutacio Catulo. Los trabajos duraron al menos hasta el 69 a. C. o posiblemente hasta el 65 a. C., año de la censura de Catulo, aunque este último abdicó casi inmediatamente. Los trabajos avanzaron mucho más rápidamente que los de restauración del templo de Júpiter, sin embargo el edificio más importante de la colina.
Un epitafio descubierto recientemente en la vía Prenestina ha permitido recuperar el nombre de uno de los arquitectos que trabajó bajo la dirección de Quinto Lutacio Catulo y que pudo ser el autor del edificio.

Lucio Cornelio, hijo de Lucio, de la tribu Voturia, prefecto de los ingenieros para Quinto Lutacio Catulo durante su consulado y arquitecto durante su censura.

Este arquitecto Cornelio lo diseñó con grandes muros de piedra, que en su arranque tenían un grosor de 3 metros y medio, adornados con columnas y otros elementos arquitectónicos, aún parcialmente visibles en la actualidad. La distribución interior era como una doble muralla, con corredores estrechos para guardar los documentos oficiales. Se cree que el edificio original disponía de dos alturas, estando la superior —actualmente desaparecida— destinada a archivo público.

### El Tabulario bajo el Imperio
El Tabulario fue reconstruido luego renovado durante el reinado del emperador Claudio en 46. El edificio perdió en seguida su importancia con la creación de los archivos imperiales que eran más completos.A finales del siglo I, Domiciano hizo clausurar una de las entradas del Tabulario para permitir la construcción del templo de Vespasiano.

### Historia post-romana
El Tabulario ha tenido, a lo largo de su historia, una continuidad monumental aunque sufriendo numerosas modificaciones arquitectónicas, sigue conservando hoy en día los dos primeros pisos de la edificación. No obstante, su función a menudo cambió a lo largo de los siglos. 
Estos últimos se urilizaron en la Edad Media como almacén de sal en su parte superior. Sobre las ruinas del Tabulario se edificó durante el pontificado de Bonifacio VIII, entre 1235 y 1303, una torre en el extremo norte y un palacio senatorial fue construido entre 1250 y 1325 sobre las ruinas del Tabulario, reemplazando la última planta antigua.
Más tarde pasaría a integrarse en los palacios capitolinos diseñados por Miguel Ángel, que permanecen hasta la actualidad nombrado por el mismo palacio senatorial. Hacia el año 1560, empezaron los trabajos bajo la dirección de Miguel Ángel, en paralelo con las modificaciones en el palacio de los conservadores, para revestir el techo de estatuas. Según Emmanuel Rodocanachi, «pusieron un arquitrabe de travertino por encima de la puerta que conducía a las prisiones, un mascarón en una puerta, un piso en la sala nueva del primer colateral; existían estructuras de madera y de albañilería; trabajamos tanto por fuera como por dentro y muy activamente».
Hasta mediados del siglo XX, algunas dependencias del Tabulario siguieron en uso como calabozos. La parte superior renovada por Miguel Ángel alberga hoy el Ayuntamiento de Roma. 
El Tabulario es uno de los pocos monumentos del Foro Romano del período republicano que nos ha llegado en un buen estado general.

## Descripción

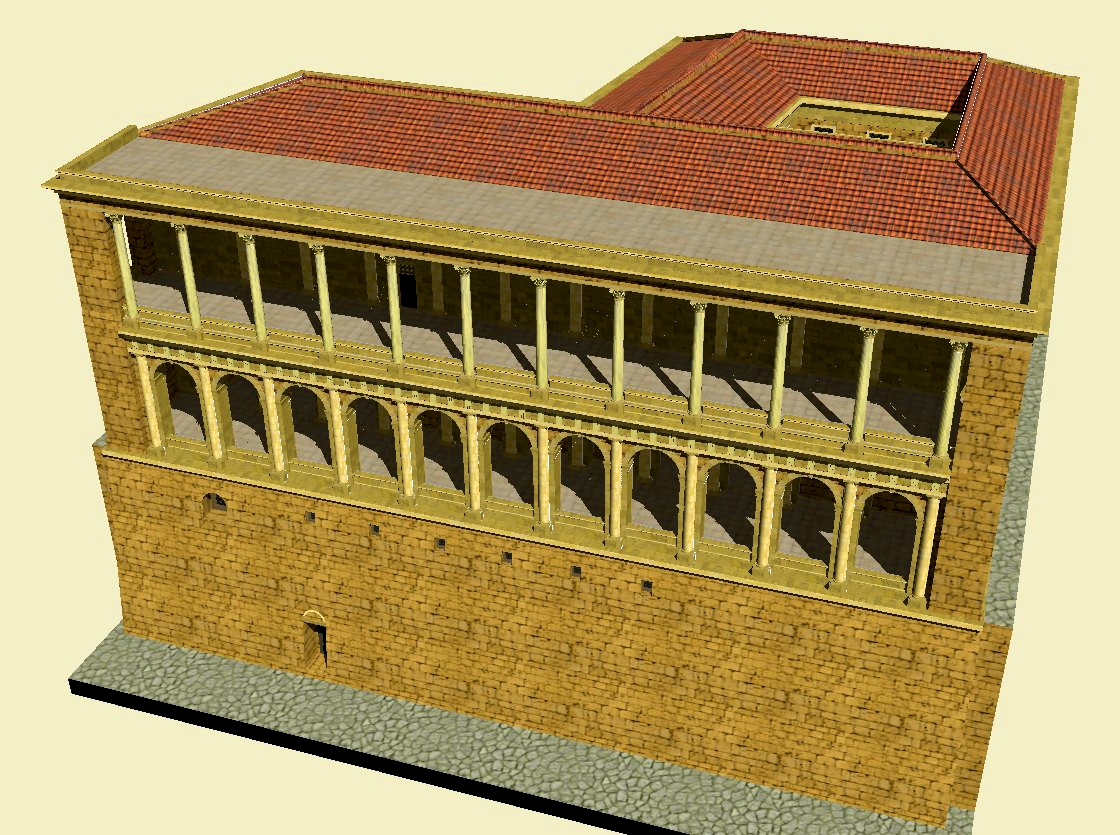
Reconstrucción tridimensional del Tabulario.

El Tabulario reposa directamente sobre la toba de la colina Capitolina. De forma trapezoidal, presenta dos fachadas, una que da al Capitolio, y otra al Foro, sostenida por altas subestructuras mencionadas en la placa dedicatoria de Quinto Lutacio Catulo. Presenta una fachada sólida y monumental, con una decoración de columnas dóricas empotradas en el muro. Las dos fachadas miden 80 y 85 metros de ancho y tienen un grosor de 4 metros, mientras que los dos lados del edificio miden 45 metros cada uno y convergen hacia la plaza del Capitolio. El conjunto fue construido en bloques de peperino de 1,10 a 1,15 metros y 0,50 a 0,55 metros de alto, dispuestos alternativamente en el sentido de la anchura y del grosor. 
El plano y la disposición interior del Tabulario son bastante irregulares pues hay que tener en cuenta las construcciones y las vías de acceso preexistentes como el templo de la Concordia, el Clivus Capitolinus y las Gemonías. Tenía que salvar un desnivel de alrededor de 24 metros que existe entre la explanada del Foro y la plataforma de la colina. 
El Tabulario comprende numerosos niveles pero solo el más elevado es accesible desde la plaza del Capitolio. No se conoce la altura original del edificio, pero actualmente se conservan 70 metros. 

### El edificio republicanotabularium
Las salas de la parte inferior del Tabulario están unidas por un corredor a un edificio que ocupa el espacio entre las laderas de la colina y el templo de Saturno.Fue más tarde destruido y reemplazado por el pórtico de los Dioses Consejeros pero la estructura del muro del fondo, en bloques de toba dispuestos en opus quadratum, está conservada al fondo de la sexta sala del pórtico.
El edificio pudo utilizarse como un anexo al Aerarium Saturni. Allí se guardaban los lingotes de metal y las piezas acuñadas por el taller republicano Moneta que debió ocupar una serie de salas en la esquina noreste del Tabulario. Este sería entonces el edificio mencionado en la inscripción por el término tabularium y al que la gran estructura con arcadas debe hoy en día su nombre.

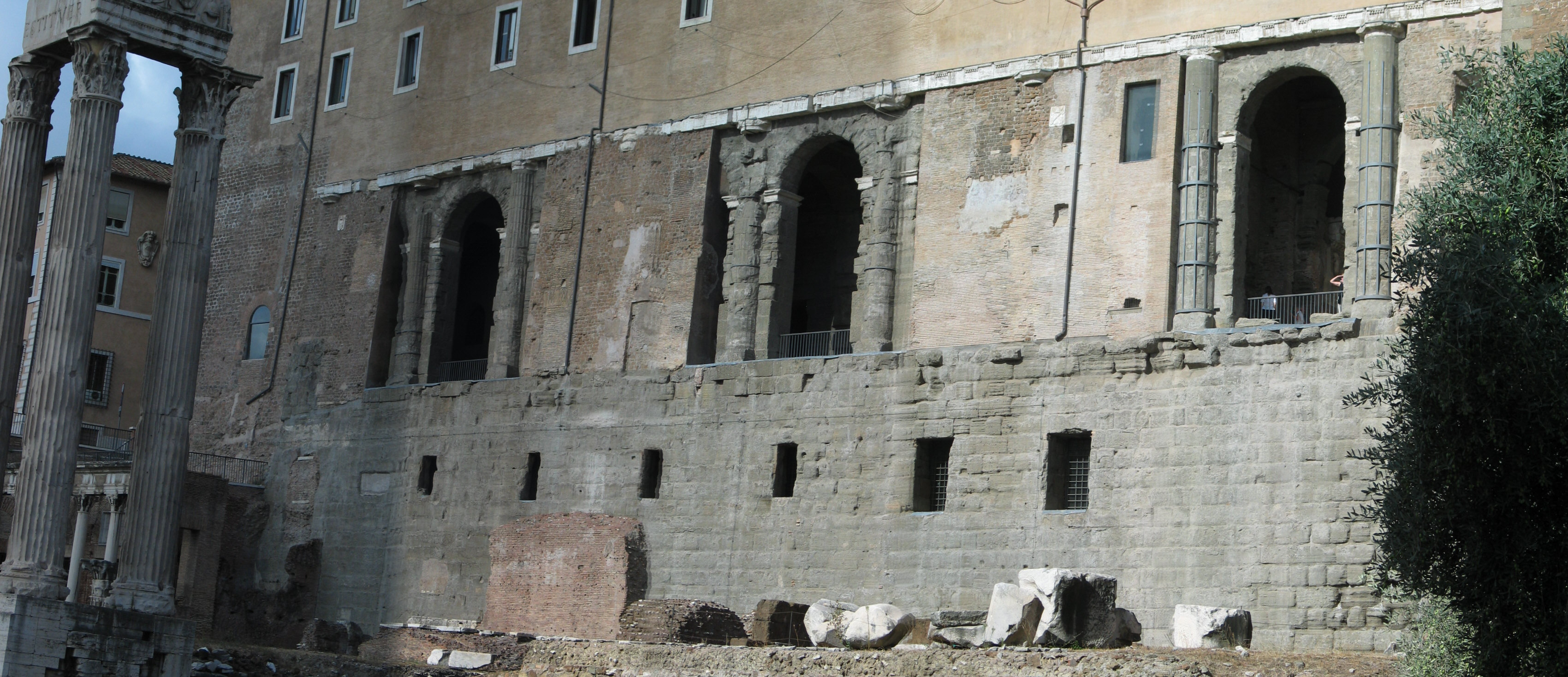
Restos de subestructuras con las seis ventanas, dos de ellas modificadas tras la época antigua. Abajo solo se conservan tres arcadas de orden dórico del primer piso.

### Los cimientos
El primer nivel es el de los cimientos o subestructuras enmascaradas al noreste y al sudeste por el templo de la Concordia y el pórtico de los Dioses Consejeros. Se trata de una fachada sombría y maciza en bloques de toba y peperino (lapis Albanus et lapis Gabinus) dispuestos según la técnica del opus quadratum. Tiene como vanos pequeñas puertas y seis ventanitas de dos pies de ancho protegidas en origen por rejas. Estas aberturas iluminaban un largo corredor interno. La última ventana de la derecha está claro que fue desplazada hacia la izquierda para tener en cuenta la presencia del templo de la Concordia de época republicana. La subestructura se eleva sobre una meseta excavada en la toba y sostiene un gran terraplén que regulariza la superficie de la colina. El gran muro de carga, que constituye la parte más notable hoy en día, con un largo de 73,60 metros, está construido en gran aparejo de piedra de Gabii por el exterior y de toba del Aniene en el interior.
Las subestructuras se componen de una serie de cámaras construidas al nivel del Foro que comunican entre ellas por un pasaje abovedado. Estas habitaciones cuya pared posterior está formada por la toba de la colina tienen paredes de hormigón y son iluminadas por las pequeñas ventanas citadas más arriba. Son accesibles desde el primer piso por una escalera situada en el extremo noreste del edificio. El corredor abovedado conduce al noreste del Tabulario conectaba la serie de habitaciones con un gran edificio de la época republicana.

### El primer piso
Por encima de las estructuras inferiores, serie de once arcadas en cimbra, hoy tapiadas salvo tres, de 7,5 metros de altura, se apoyan en doce pilares macizos de peperino, adornadas al exterior con columnas dóricas adosadas y acanaladas. Esto da como resultado sectores cuadarados que están cubiertos por bóvedas de arista. Los capiteles de las columnas, las bases y el entablamento, están construidos en travertino. El arquitrabe estaba probablemente rematado por un friso dórico común con triglifos y metopas, hoy desaparecido. Estos arcos iluminan una galería abovedada de 7 metros de ancho y 10,5 metros de alto que permitía conectar con el Arx en el área capitolina por escaleras que desembocaban a cada extremidad. Esta via tecta sustituye una más antigua en gran parte destruida y obstruida durante la construcción del nuevo complejo.
El suelo de la galería abovedada del segundo nivel está pavimentado por bloques de basalto poligonales cuyos restos se descubrieron en 1830. Igualmente se recuperaron, en la parte noreste, nueve piezas, cuatro de grandes dimensiones, cuya función no está definida.

### La parte superior

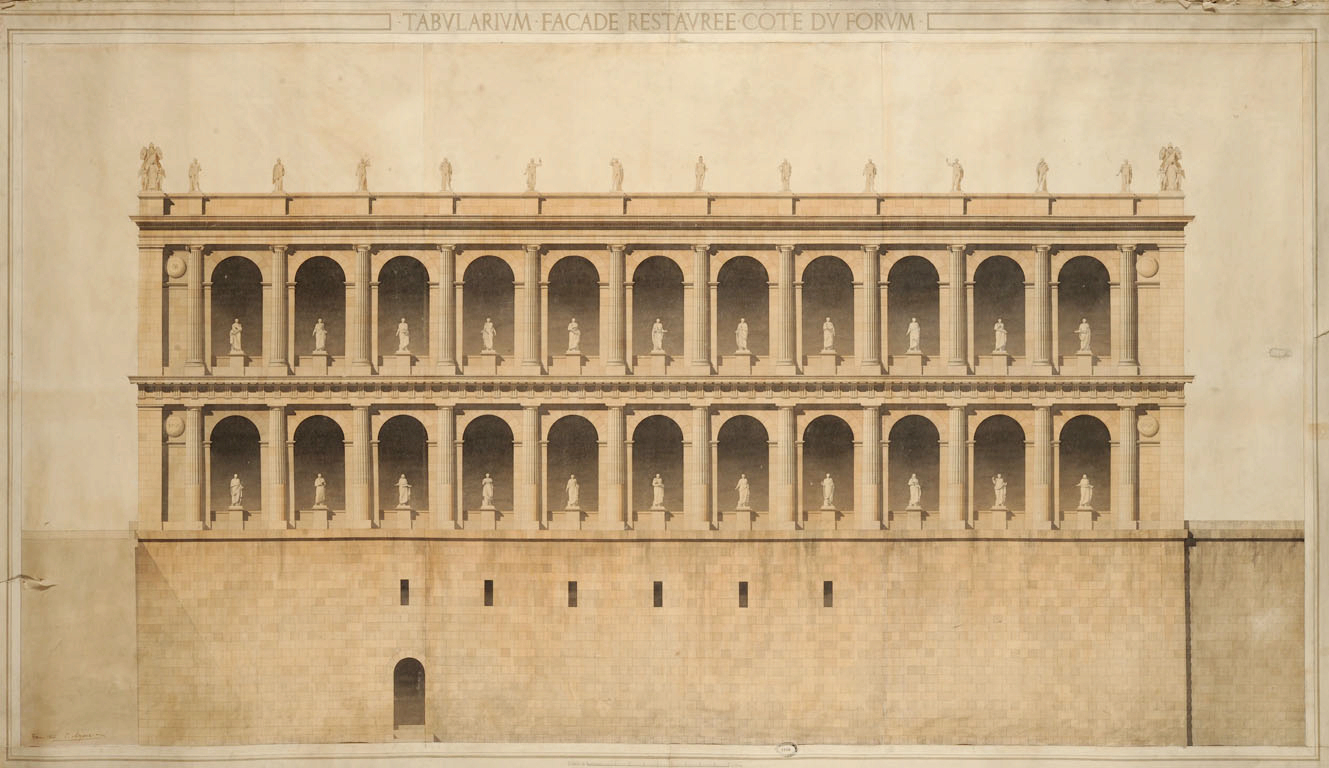
Reconstrucción del Tabulario con un últipo piso con arcadas, acuarela del año 1865.

#### La hipótesis de un segundo piso
Según una primera hipótesis, un último piso que debió constituir la parte principal del edificio. Desaparecido hoy en día, debió presentar una fachada monumental del lado del Capitolio. Del lado del Foro, debía abrirse en una serie de arcos de 13 metros de alto, adornados por columnas corintias, alineadas con la arcada del nivel inferior. Los elementos atribuidos a este nivel mostraron una restauración de la época imperial, probablemente ordenada por Domiciano después de que el fuego de 80.
El interior de este piso se organiza alrededor de una sala abovedada dividida en dos partes, posteriormente a la construcción del 78 a. C., sin duda bajo el Imperio, por una hilera de pilares dispuestos al lo largo. Esta sala comunica con la galería de arcadas del primer piso por una escalera abovedada, descubierta en el 1843, que se encuentra en la parte noreste del edificio y desemboca en la galería, al nivel de la única arcada que queda abierta. Comunica igualmente con el Foro por una larga escalera de sesenta y siete escalones descubierta en 1850.

#### La hipótesis de una terraza
Los elementos arquitectónicos en travertino incluyendo tambores, capiteles de columnas y secciones de arquitrabe, encontrados ante el pórtico de los Dioses Consejeros, fueron asignados primero a una hipotética segunda planta del orden corintio. Sin embargo, sus grandes dimensiones no coinciden, el intercolumnio que resulta muy superior a la de la planta baja. Según otra hipótesis, estos restos podrían pertenecer a dos fases de la construcción de un gran templo, uno que data de finales de la República y el otro al final de la época flavia correspondiente a una restauración emprendida bajo Domiciano después del incendio del año 80.
Inicialmente, el templo fue identificado con la construcción cuyas ruinas todavía son visibles en el jardín del Ara Coeli, en el Arx. Sin embargo, parece sorprendente que estos elementos arquitectónicos fuesen desplazado tan gran distancia. Una hipótesis más reciente, se trataría, de hecho, de los restos de los templos que se interponen en la terraza que ocupa la cumbre del Tabulario, este último puede ser visto como una gran estructura de soporte. Las habitaciones de los pisos inferiores, cuya función es hoy en día difícil de identificar debido a su inaccesibilidad desde las galerías, podrían corresponderse con los cimientos de los templos colocados verticalmente. Según este modelo, la terraza del Tabulario debió estar ocupada por tres templos: un gran templo al que pertenecerían los fragmentos encontrados en el centro y dos templos más pequeños situados a ambos lados según un plano simétrico.

### Los accesos
Al sudoeste se abren dos entradas que daban acceso al edificio por el lado del Foro. Una de ellas, a nivel del suelo, se presenta como una gran puerta cubierta de un dintel con moldura, con un arco de descarga por encima. El suelo está formado por un bloque de mármol de Pentélico. En origen, esta entrada conduciría, en mitad de dos rampas de escaleras perpendiculares en la fachada, al piso de la galería de arcadas, y de allí, al piso superior hoy en día desaparecido. Se conservan las bóvedas de cañón de la primera rampa y los setenta escalones en travertino.

### Aportes a la historia de la Arquitectura

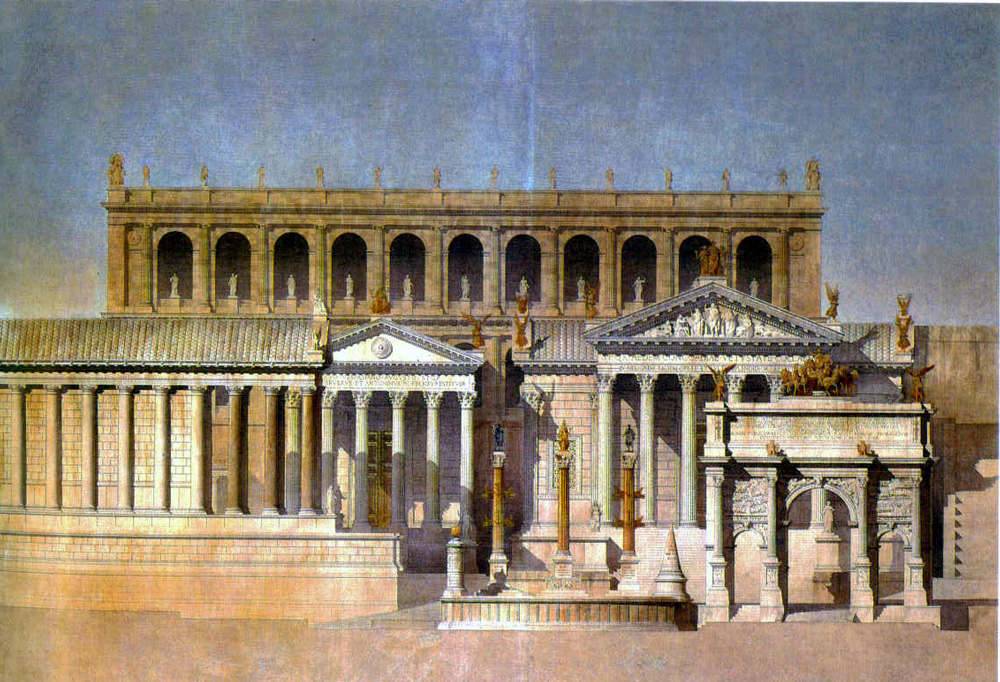
Dibujo del Foro Romano con el Tabulario en el centro al fondo.

El Tabulario representa un ejemplo importante de la arquitectura tardo-republicana que, entre mediados del siglo II a. C. y mediados del I a. C., se propagó en la Italia central y «tiene como características lo macizo de los materiales, la escala de la construcción y la programación monumental». Sus características se encuentran en especial en los santuarios de Palestrina o de Terracina. El Tabulario se parece en particular al santuario de Hércules en Tivoli, que data igualmente de la época de Sila, por la introducción sistemática de novedades como la bóveda de aristas y el arco puramente decorativo colocado entre dos columnas que tendrán gran éxito en la arquitectura romana. El efecto de la superposición de los pisos con la simetría de los arcos tuvo igualmente una influencia sobre los grandes monumentos como el teatro de Marcelo, los cimientos del templo del Divino Claudio o incluso el Coliseo.